# Sindicato Nacional del Espectáculo
El Sindicato Nacional del Espectáculo fue una organización sindical creada en España que tenía función para los cineastas de dicho país. Fundado en 1942, formaba parte del entramado organizativo del Sindicato Vertical franquista y mantuvo su existencia hasta su desaparición en 1977.
Durante el franquismo el SNE concedía el llamado crédito sindical cinematográfico, que en ocasiones podía constituir el 40 % del presupuesto total de la películas; esto provocó que muchos productores trataran de complacer los criterios del régimen en cuanto al formato y contenido de las películas. El sindicato también quedó a cargo de la aprobación —y posterior concesión de licencia— para la apertura de salas de cines.

## Organizaciones adjuntas al sindicato
- Unión de Trabajadores y Técnicos.
- Agrupación Nacional de Circo, Variedades y Folklores.
- Agrupación Sindical de Músicos Españoles.[4][5]

## Presidentes
- Tomás Borrás y Bermejo (1942-1943)
- Francisco Casares Sánchez (1943-1944)
- David Jato Miranda (1944-1951)
- Jesús Suevos Fernández-Jove (feb-oct 1951)
- Manuel Casanova Carrera (1951-1956)
- Francisco Gómez Ballesteros (1956-1961)
- José Farré de Calzadilla (1961-1968)
- Jorge Jordana de Pozas y Fuentes (1968-1970)
- Juan José Rosón Pérez (1970-1974)
- Jaime Campmany y Díez de Revenga (1974-1977)